# Nesticella machadoi
Espèce
Synonymes
- Nesticus machadoi Hubert, 1971

Nesticella machadoi est une espèce d'araignées aranéomorphes de la famille des Nesticidae.

## Distribution
Cette espèce est endémique d'Angola.

## Publication originale
- Hubert, 1971 : Sur un Nesticus nouveau d'Angola: N. machadoi nov. sp. (Araneae, Nesticidae). Publicações Culturais da Companhia de Diamantes de Angola, vol. 84, p. 73-78.